# اینگا کوژوخینا
اینگا کوژوخینا (انگلیسی: Inga Kozhokhina؛ زادهٔ ۲۶ ژانویهٔ ۱۹۸۷) ژیمناست ریتمیک اهل اوکراین است.